# Agathosma gonaquensis
Agathosma gonaquensis är en vinruteväxtart som beskrevs av Eckl. & Zeyh.. Agathosma gonaquensis ingår i släktet Agathosma och familjen vinruteväxter. Inga underarter finns listade i Catalogue of Life.